# Стартрек: Бесконечность
«Стартрек: Бесконечность» (англ. Star Trek Beyond, букв. перевод — «Звёздный путь: По ту сторону») — тринадцатый полнометражный научно-фантастический фильм, являющийся частью научно-фантастической медиафраншизы «Звёздный путь». Официально работы над фильмом анонсированы компанией Paramount Pictures в 2013 году. Фильм вышел на экраны 20 июля 2016 года.
Фильм режиссёра Джастина Лина по сценарию Саймона Пегга, Дага Джанга, Роберто Орси, Джона Д. Пейна и Патрика Маккея, основанный на сериале с тем же названием, созданном Джином Родденберри. Крис Пайн и Закари Куинто вернулись в прежних ролях капитана Джеймса Т. Кирка и коммандера Спока, а также Саймон Пегг, Карл Урбан, Зои Салдана, Джон Чо и Антон Ельчин повторили свои роли из предыдущих фильмов. Идрис Эльба и София Бутелла также присоединились к основному актёрскому составу. Основные съёмки начались 25 июня 2015 года в Ванкувере.
Фильм посвящён памяти Леонарда Нимоя, умершего в 2015 году, и Антона Ельчина, погибшего незадолго до выхода фильма в прокат.

## Сюжет

### Предыстория
Балтазар М. Эдисон, титулованный майор спецназа Объединённой Земли М. А. К. О. и ветеран войн с Зинди и Ромуланами, после образования Федерации Джонатаном Арчером получил должность капитана на борту звездолёта Объединённой Федерации Планет NX-326 «USS Франклин». Эдисон чувствовал себя оскорблённым, так как считал, что его отправили в своеобразное отречение от его истинной задачи — быть солдатом, защитником человечества, в то время как чиновники заискивают перед врагами под предлогом дипломатии.
По воле случая «Франклин» попал в Гагаринский радиационный пояс и оказался за пределами тогдашнего пространства Федерации, на планете Алтемид. Команда не получила какой-либо помощи от Звёздного Флота, потому что планета оказалась вне зоны досягаемости радаров, но Эдисон свято верил, что их «списали». Со временем, когда от экипажа остались всего двое офицеров, Джессика Вульф и Андерсон Ли, Бальтазар Эдисон нашёл способ продлить себе и своим соратникам жизнь, используя технологии обитавшей там некогда высокоразвитой цивилизации и буквально «высасывая» жизнь из местного населения. От этого Эдисон и остальные мутировали в ужасных созданий и стали деспотично править планетой посредством технологий Древних, веря в мощь лишь силы. Балтазар Эдисон, ныне известный как Кролл, разослал свой «Пчелиный Рой», состоящий из дронов, по галактике в поисках фрагментов древнего нанооружия, чтобы отомстить Федерации.

### Действие 1
Спустя три года после начала «Пятилетней миссии» «USS Энтерпрайз» прибывает на новейшую Звёздную Базу Федерации Йорктаун после не очень удачной дипломатической миссии. Джим Кирк, у которого скоро день рождения, который он не отмечает из-за трагических событий в тот день, и считая что он капитан только из-за долга перед отцом, собирается получить звание вице-адмирала и стать новым комендантом базы, оставив корабль своему старпому, коммандеру Споку. Но у самого Спока не всё так гладко на личном фронте: он разошёлся с Нийотой Ухурой, считая что его долг перед родиной в логичном браке с вулканкой, а известие, что Старый Спок (его воплощение из альтернативной реальности) умер, подтолкнуло его на решение покинуть Звёздный Флот и продолжить дело «двойника» в качестве дипломатического чиновника.
Именно в это время на базу прилетает повреждённый корабль с инопланетянкой по имени Калара («мутировавшая» Джессика Вульф). Она говорит, что её корабль и экипаж застряли на Алтемиде, которая находится вне поля действия радаров Флота из-за электромагнитного воздействия местной туманности. Кирк принимает решение лететь через туманность, так как «Энтерпрайз» снабжён лучшим навигационным оборудованием во всем флоте. После пересечения туманности, оказавшись вне связи с Йорктауном и Федерацией, «Энтерпрайз» начал получать сигналы неопознанных судов. Это оказался Рой. Ни фотонные торпеды, ни фазеры не смогли противостоять численному превосходству маленьких и юрких истребителей, и вскоре оставшийся без варп-гондол корабль был взят на абордаж. Целью Кролла и его людей был инопланетный артефакт, оставшийся на «Энтерпрайзе» после последней миссии. Экипаж оказывает сопротивление захватчикам, но часть сражающихся погибает от дронов, другая от Кролла и его старпома Манаса (бывшего Андерсона Ли) из-за «поглощений».
Оставшиеся в живых были схвачены в плен, кроме нескольких: оказавшиеся при обрушении звездолёта в турболифте доктор Маккой и Спок были подхвачены одним из истребителей Роя, который они впоследствии угнали; Монтгомери Скотт спасся с корабля, выпустив фотонную торпеду с собой внутри на поверхность планеты, Калара и Чехов успели сбежать от захвата на спасательных капсулах, а Джим Кирк, по иронии судьбы, спасся c рушащегося корабля в Капсуле Келвина, — специальной капсуле, разработанной для успешной эвакуации капитана с мостика, как это было с Джорджем Кирком. «USS Энтерпрайз», от которого осталась лишь «тарелка», падает на поверхность планеты, уничтожая собой часть леса.

### Действие 2
«Энтерпрайза» больше нет, почти вся команда взята в плен Кроллом. Кирк пытается узнать от Калары место нахождения базы Роя, но Калара продолжает говорить, что заманила «Энтерпрайз» в ловушку, чтобы спасти своих людей. Кирк и Чехов принимают решение идти к «тарелке», чтобы корабельные сканеры помогли им найти экипаж. Добравшись до корабля, Джим оставляет Чехова налаживать оборудование, а сам идёт с Каларой, которую давно подозревал в сговоре с Кроллом, к одному из коридоров, где якобы спрятал от захватчиков артефакт. Калара сама оказывается в ловушке под дулом фазера Чехова, а после признаётся, что атака была направлена на спасение их от «самих себя». Дальнейший допрос был прерван дронами, которые открыли огонь по капитану и его тактическому офицеру. Кирк решается на рискованный план подрыва топливных баков, от чего «тарелка» буквально переворачивается активацией маневровых двигателей, раздавливая Калару и несколько дронов, успевших выбраться наружу при погоне за Кирком и Чеховым.
Тем временем, Монтгомери Скотт приходит в себя на обрыве, где повисла его фотонная торпеда. Добравшись до леса, он тут же оказывается спасён от агрессивных аборигенов Джейлой, которая знает земной язык, хоть и урывочно и говорит на нём с акцентом, а также опознаёт на форме Скотти значок Звёздного Флота. Она приводит инженера к себе «домой» — это оказался заброшенный, но функционирующий «USS Франклин», Скотти решается не только починить древний корабль, но и найти при помощи его оборудования своих друзей. Также обнаруживается, что Джейла узнала язык через записи на корабле и музыку на бумбоксе.
Маккой и Спок выбрались из рухнувшего истребителя посреди каньона. Спок оказывается тяжело ранен, и Боунсу приходится «прижечь» рану кустарным способом. Через какое-то время старпом и корабельный главврач находят помещение, полное символов, как на артефакте. Но рассматривать их оказывается некогда: рана Спока расширилась, и Маккою пришлось искать безопасное место в пещерах, где их могли бы не найти дроны. Там Спок признаётся что собирается покинуть Звёздный Флот из-за смерти Старого Спока, но Маккой отвечает, что Кирк будет от этого не в восторге (незадолго до этого Джим рассказал о своём намерении покинуть пост капитана).
Пленённый экипаж «Энтерпрайза», чьим лидерами стали Ухура и Хикару Сулу, смог найти лазейку из камеры заключения при помощи насморка помощника Скотти Кинсера (у его расы вместо соплей кислота). Ухура и Сулу находят палатки, в которых много частей от земных разведывательных спутников и оборудования, при помощи которых Кролл скачивает данные с бортового компьютера «Энтерпрайза» и готовит вторжение на Йорктаун. Обоих офицеров ловят дроны и приводят к Кроллу, который признаётся, что считает Федерацию агрессорами и демонстративно «питается» жизненными силами двух членов экипажа. Утром, вне себя от провалившихся попыток дронов найти артефакт, Кролл угрожает убить Сулу, и энсин Сил, которой Кирк доверил артефакт, отдаёт его. Кролл собирает устройство и демонстрирует его свойства Ухуре: чёрное облако нанороботов буквально сжирает Сил без остатка.

### Действие 3
Через некоторое время Кирк и Чехов оказываются в одной из ловушек Джейлы (дым, который превращается в стеклообразное состояние). Оказавшись на «Франклине», Джим удивляется что легендарный корабль, капитан которого считается героем Звёздного Флота, мог попасть так далеко. После Скотти и Чехов перенастроили старый транспортёр (в XXII веке его использовали лишь для грузовых целей) и спасли от неминуемой гибели Маккоя и Спока. Затем, узнав о местонахождении членов экипажа и сравнив показатели при перехвате сообщения Калары (именно за этим Джим заманил её обратно на «Энтерпрайз») и показателей по поиску кулона Ухуры, который подарил ей Спок, команда готовится к штурму базы, но Джейла против. Позже она признаётся Скотти, что место, в котором базируется Рой, было когда-то её деревней, которая стала «местом кормления» Кролла и его людей. Спасая её, погиб отец Джейлы, вступивший в неравный бой с Манасом. Джим решается отправиться в рейд вместе с ней, так как они «близки по духу», их отцы пожертвовали собой ради них.
Штурм оказался достаточно прост в плане: пока Скотти и Чехов на «Франклине» готовят транспортёр к приёму членов экипажа, Джим устраивает диверсию при помощи старого мотоцикла и голографических проекторов, которыми Джейла отпугивала мародёров и прятала «Франклин», а сама Джейла заняла место на возвышенности, отстреливая дронов из самодельной импульсной винтовки. Спок и Маккой тем временем устраняют оставшихся у камеры дронов и освобождают команду. Скотти забирает экипаж группами по 20 человек, Кирк помогает в эвакуации дымовым заслоном одной из ловушек Джейлы. Сама Джейла вступает в бой с Манасом, который издевательски упоминает смерть её отца и что Кирк и команда её не спасут. Джим проявляет изобретательность и сделав кульбит на мотоцикле спасает девушку в момент своей телепортации, от чего они оба спасаются на борт «Франклина», а Манас падает с крыши и разбивается насмерть.
Хоть экипаж «Энтерпрайза» и спасён, но Кролл и его Рой уже пересекли туманности и начали атаку на Йорктаун. Джейла отдаёт Кирку свой «дом», «USS Франклин», чтобы наконец покончить с Кроллом. Не без труда подняв звездолёт не только в воздух, но и в космос, команда встречается и с проблемой вооружения, так как Рой слишком плотный, и «Франклин» может постигнуть судьба «Энтерпрайза». Чтобы сравнять шансы, Спок и Маккой, имеющие опыт управления истребителем, телепортируются на один из них, чтобы дестабилизировать Рой. Внезапно Кирку приходит мысль, как уничтожить дроны: так как они работают на одной частоте, то лучше всего заглушить её чем-нибудь, от чего истребители будут сбиваться сами собой. Подключив бумбокс к передатчику, частота «Роя Пчёл» заглушается песней «Sabotage» в исполнении хип-хоп-группы Beastie Boys, которая считается «классической музыкой» из XX века (та же мелодия, под которую юный Джеймс Кирк из хулиганских побуждений угоняет и разбивает ретро-автомобиль своего нелюбимого отчима в первом фильме). Служба безопасности Йорктауна подхватывает «план Кирка», и истребители взрываются как снаружи базы, так и внутри. Весь Рой, кроме истребителя Кролла, уничтожен, а его самого перехватывает «Франклин», утопив его под «тарелкой».

### Действие 4
Кирк не хочет больше рисковать и приказывает прочесать нижнюю часть корабля, чтобы убедиться что Кролл мёртв, но находят только трупы членов команды, которых он поглотил, чтобы выжить от ран. На одном из экранов, где показаны первые дни «Франклина» в составе Звёздного Флота, Ухура замечает высокого темнокожего офицера, в котором узнаётся Кролл. Дальнейший просмотр бортового журнала приводит команду в ужас от осознания того, что существо, которое хочет убить их всех, когда-то было капитаном этого корабля. Кирк настигает Кролла, который от обилия поглощённых человеческих жизней, вновь приобрёл людские черты, около Центра жизнеобеспечения станции, если поместить в нём нанооружие, то это уничтожит всю станцию. Эдисон пытается оправдать свои действия тем же, чем пытался себя оправдать Александр Маркус — безопасность человечества и всей Галактики нельзя обеспечить лишь «честным словом» дипломатов. Между двумя капитанами завязывается драка, в ходе которой артефакт оказывается активирован. Скотти советует Джиму включить предохранители, чтобы выпустить артефакт и нанодым в космос. Эдисон продолжает драться с Кирком даже в гравитации, пока сам не оказывается в смертоносном облаке, а Кирк успевает включить последний предохранитель, после чего артефакт улетает в открытый космос вместе с Балтазаром Эдисоном, от которого остаётся только значок Звёздного Флота.

### Заключение
Вторжение было отражено, а событие на Алтемиде раскрыли тайну вековой давности. Кирку предлагают место вице-адмирала, но он отказывается, так как не хочет «работы не на корабле». Споку присылают коробку с личными вещами Старого Спока, где он находит старую фотографию членов команды «Энтерпрайз» из «другой жизни», чем Старый Спок намекает своему молодому «двойнику», что он стал тем, кем он был, лишь благодаря друзьям. Маккой тайно организовывает для Джима праздник в честь дня рождения, на котором узнаётся, что Спок и Ухура возобновили отношения, а Джейлу приняли в Академию Звёздного Флота. Напоследок команда смотрит на строящийся звездолёт, которым оказывается новый «Энтерпрайз NCC-1701-А».
Фильм заканчивается классическим монологом, в исполнении «новой команды» (Крис Пайн, Закари Куинто, Карл Урбан, Зои Салдана, Антон Ельчин, Джон Чо и Саймон Пегг): «Космос — последний рубеж. Это путешествие звездолёта „Энтерпрайз“. Его продолжающаяся миссия: исследование загадочных новых миров, поиск новой жизни и новых цивилизаций. Поход туда, где не ступала нога человека…»

## В ролях
- Крис Пайн — капитан корабля Звёздного флота «Энтерпрайз», а впоследствии капитан корабля «Энтерпрайз A» Джеймс Т. Кирк
- Закари Куинто — коммандер Спок, первый офицер (старпом), офицер по науке, глава научной службы корабля, сын вулканца Сарека[англ.] и человеческой женщины
- Карл Урбан — лейтенант-коммандер, глава медицинской службы корабля «Энтерпрайз», доктор Леонард «Боунс» Маккой, врач, решивший податься в Звёздный флот после развода и сразу же познакомившийся с Кирком
- Зои Салдана — лейтенант Ухура, старший офицер по связи и лингвист на борту «Энтерпрайзa»
- Саймон Пегг — лейтенант-коммандер Монтгомери «Скотти» Скотт, глава инженерной службы корабля
- Джон Чо — лейтенант Хикару Сулу, пилот-рулевой
- Антон Ельчин — энсин Павел Чехов, пилот-навигатор
- Идрис Эльба — Кролл / Бальтазар Эддисон
- София Бутелла — Джейла
- Джо Таслим — Манас / Андерсон Ле
- Лидия Уилсон — Калара / Джессика Вольфф
- Дип Рой — Кинсер
- Дэнни Пуди — Фи’Джа
- Шохре Агдашлу — Коммодор Пэрис

## Русский дубляж
- Режиссёр дубляжа — Александр Новиков
- Переводчик — Андрей Шепелёв

### Роли дублировали
- Александр Коврижных — капитан корабля Звёздного флота «Энтерпрайз», а впоследствии капитан корабля «Энтерпрайз A» Джеймс Т. Кирк
- Пётр Иващенко — коммандер Спок, первый офицер (старпом), офицер по науке, глава научной службы корабля, сын вулканца Сарека[англ.] и человеческой женщины
- Михаил Белякович — лейтенант-коммандер, глава медицинской службы корабля «Энтерпрайз», доктор Леонард «Боунс» Маккой, врач, решивший податься в Звёздный флот после развода и сразу же познакомившийся с Кирком
- Полина Щербакова — лейтенант Ухура, старший офицер по связи и лингвист на борту «Энтерпрайзa»
- Борис Шувалов — лейтенант-коммандер Монтгомери «Скотти» Скотт, глава инженерной службы корабля
- Александр Гаврилин — лейтенант Хикару Сулу, пилот-рулевой
- Прохор Чеховской — энсин Павел Чехов, пилот-навигатор
- Сергей Чихачёв — Кролл
- Рамиля Искандер — Джейла
- Ольга Кузнецова — Коммодор Пэрис